# メヒティルト・フォン・ブランデンブルク

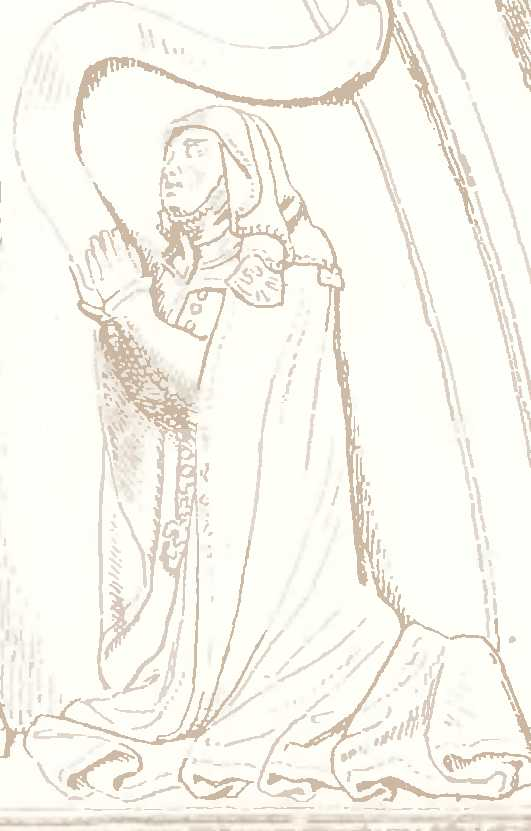
メヒティルト・フォン・ブランデンブルク

メヒティルト・フォン・ブランデンブルク（ドイツ語：Mechthild von Brandenburg, 1270年ごろ - 1298年6月1日以前）またはマティルデ・フォン・ブランデンブルク（ドイツ語：Mathilde von Brandenburg）は、ポーランド大公ヘンリク4世の妃。ポーランド語名はマティルダ・ブランデンブルスカ（ポーランド語：Matylda brandenburska）。ブランデンブルク辺境伯オットー5世とヘンネベルク伯ヘルマン1世の娘でコーブルクおよびシュマルカルデンの女子相続人であったユーディトの次女。

## 生涯

### 家族
メヒティルトには3人の兄弟と3人の姉妹がいた。兄弟のうちアルブレヒトとオットーは早世し、長兄のヘルマンが父の領地を単独で継承した。メヒティルトの姉ベアトリクスは1284年にシフィドニツァ公ボルコ1世スロヴィと結婚した。妹クニグンデは未婚のまま死去し、ユーディトは1303年にザクセン＝ヴィッテンベルク公ルドルフ1世と結婚した。
メヒティルトの姉がシレジア＝ピャスト家に嫁いだことは、おそらくメヒティルトの将来の結婚式に役立ったと考えられる。

### 結婚
1287/88年以前に、メヒティルトはヴロツワフ公・ポーランド大公ヘンリク4世プロブスの2番目の妃となった。ヘンリク4世はオポーレ＝ラチブシュ公ヴワディスワフの娘コンスタンツィアと最初に結婚したが、死別もしくは離婚し追放していた。一部の文献によると、ヘンリク4世はメヒティルトと不倫関係にあり、メヒティルトと結婚するためにコンスタンツィアを離婚したという。
2人は血縁関係にあったため、教皇の特免状が必要であったが、結婚式のすぐ後に与えられたとみられる。2人の間に子供は生まれなかった。
1290年6月23日、ヘンリク4世は突然死去した。毒殺であったとみられる。その後まもなくメヒティルトはブランデンブルクに戻り、同地で1298年6月1日より前に死去し、シトー会のレーニン修道院に埋葬された。